# Ferro vermicular
O ferro vermicular (em alemão:  Gusseisen mit Vermiculargraphit é uma liga metálica que vem ganhando popularidade em aplicações que requerem uma resistência maior ou peso menor que o ferro cinzento. R.D. Schelleng possui a patente da produção do ferro compactado com grafite em 1965.
A grafite do ferro vermicular difere da estrutura do ferro cinzento pois a mesma possui partículas mais curtas e grossas.